# إم أيه إل دي (درجة علمية)
درجة(أم آي أل دي)(بالإنجليزية: MALD) هي درجة علمية تقدمها كلية فليتشر للقانون والدبلوماسية في جامعة تافتس (يشار إليها كلية فليتشر فقط) هي أقدم مدرسة في الولايات المتحدة مخصصة فقط للدراسات العليا في الشؤون الدولية. وتعتبر فليتشر واحدة من المدارس العليا في العالم في العلاقات الدولية . و تعني الحروف الأولي لجملة ماستر الآداب في القانون و الدبلوماسية 	.